# مت هلم
مت هِلم (انگلیسی: Matt Helm) یک شخصیت خیالی است که توسط نویسنده آمریکایی دونالد همیلتون (۲۰۰۶–۱۹۱۶) خلق شده است. هلم یک مأمور ضدجاسوسی دولت ایالات متحده است، مردی که وظیفه اصلی‌اش کشتن یا خنثی کردن مأموران دشمن است—نه یک جاسوس یا مأمور مخفی به معنای رایج این اصطلاح که در اکثر تریلرهای جاسوسی به کار می‌رود.
هِلم در ۲۷ رمان ماجراجویی/تعلیقی نوشتهٔ همیلتون ظاهر شد که اولین بار در سال ۱۹۶۰ منتشر شدند. این شخصیت بعدها در تولیدات فیلم، تلویزیون و رسانه‌های دیگر اقتباس شد.